# Enteromius guirali
Espèce
Statut de conservation UICN

 LC  : Préoccupation mineure
Enteromius guirali est une espèce de poissons d'eau douce de la famille des Cyprinidae.

## Répartition
Enteromius guirali se rencontre dans les eaux douces du Cameroun, du Gabon et de la République du Congo.

## Description
Enteromius guirali peut mesurer jusqu'à 151 mm de longueur totale avec une hauteur correspondant environ au tiers de la longueur sans la caudale. Sa bouche est petite et présente deux paires de barbillons de même longueur.

## Systématique
Le nom valide complet (avec auteur) de ce taxon est Enteromius guirali (Thominot (d), 1886).
L'espèce a été initialement classée dans le genre Barbus sous le protonyme Barbus guirali Thominot, 1886,.
Au Gabon, ce poisson est désigné par le nom vernaculaire de Barbus.
Enteromius guirali a pour synonymes :
- Barbus camptacanthus melanepiptera Pellegrin, 1926
- Barbus guirali melanepiptera Pellegrin, 1924
- Barbus guirali Thominot, 1886
- Barbus melanepiptera Pellegrin, 1924

### Étymologie
Son épithète spécifique, guirali, lui a été donnée en l'honneur de l'explorateur et naturaliste français Léon Guiral (1858–1885), qui a collecté l'holotype au Zaïre (actuellement la république démocratique du Congo) en 1885 et qui est mort peu de temps après probablement de la fièvre jaune.

### Publication originale
- Alexandre Thominot, « Sur quelques poissons nouveaux appartenant à la collection du Muséum d’Histoire Naturelle », Bulletin de la Société  Philomathique de Paris, France, 7e série, vol. 10,‎ 1886, p. 161-168 (ISSN 0366-3515, lire en ligne, consulté le 4 septembre 2024).